# Бартол, Владимир
Владимир Бартол (словен. Vladimir Bartol; 24 февраля 1903, Святой Иван близ Триеста, Австро-Венгрия — 12 сентября 1967, Любляна, СФРЮ) — словенский и югославский писатель

, драматург, эссеист, публицист. Член Словенской академии наук и искусств.

## Биография
Родился в семье почтового чиновника и педагога и писательницы М. Бартол-Надлишек. До 1925 года изучал биологию, философию и психоанализ в Люблянском университете, стажировался в Сорбонне (1926—1927). В 1928 году служил в армии.
Находился под большим влиянием философии Ф. Ницше и учения З. Фрейда и К. Г. Юнга, а также творчества Ф. М. Достоевского, что определило его интерес к психологии личности и её роли в обществе.
В начале 1930-х годов вернулся в Словению, где сотрудничал во многих периодических изданиях, в том числе редактировал журнал «Модра птица».
Во время Второй мировой войны участвовал в партизанском движении — один из секретарей пленума Освободительного фронта Словении по культуре.
После войны работал в Театре драмы в Любляне, в 1946—1956 г. жил в Триесте, затем вернулся в Словению и до конца жизни в Любляне.
Работал в Академии наук и искусств Словении до своей смерти 12 сентября 1967 года.

## Творчество
Дебютировал в 1933 году с стилизованной под старину новеллой «Дон Лоренцо де Спадони» («Don Lorenzo de Spadoni»), в центре которой демонический герой, несущий окружающим зло. Этот же тип героя характерен для центрального произведения Бартола — романа «Аламут» («Alamut», 1938), являющегося первым словенским интеллектуальным романом, синтезирующим черты исторической, философской и психологической прозы.
Он автор драмы в трёх действиях из жизни басков «Лопес» («Lopez», 1932), сборников новелл о современности «Аль Араф» («Al Araf», 1935) и «Триестские юморески» («Tržaške humoreske», 1957), книги мемуаров «Юность у Св. Ивана» («Mladost pri Sv. Ivanu», 1955—1956), книги интервью «В гостях у словенских ученых» («Obiski pri slovenskih znanstvenikih», 1961). Посмертно были опубликованы сборник новелл «Демон и эрос» («Demon in еros», 1974), детективный роман «Чудо в деревне» («Čudež na vasi», 1984) и книга эссе «Трубадур в маске» («Zakrinkani trubadur», 1993).
Проза В. Бартола переведена на многие иностранные языки.

## Избранные произведения
- Lopez (1932, драма)
- Al Araf (1935, сборник новелл)
- Alamut (1938, повесть),
- Tržaške humoreske (1957, сборник новелл)
- Čudež na vasi (1984, повесть)
- Don Lorenzo (1985, новелла)
- Med idilo in grozo (1988, сборник новелл)
- Zakrinkani trubadur (1993, сборник эссе)
- Mladost pri Svetem Ivanu (2001, автобиография)